# Richard Riley
Richard Wilson Riley (Greenville, 2 gennaio 1933) è un politico statunitense, segretario dell'istruzione durante la presidenza Clinton dal 1993 al 2001 e in precedenza governatore della Carolina del Sud dal 1979 al 1987.

## Biografia

### Attività politica
Riley ha iniziato la sua carriera politica nel 1978, quando venne eletto governatore della Carolina del Sud con il Partito Democratico.

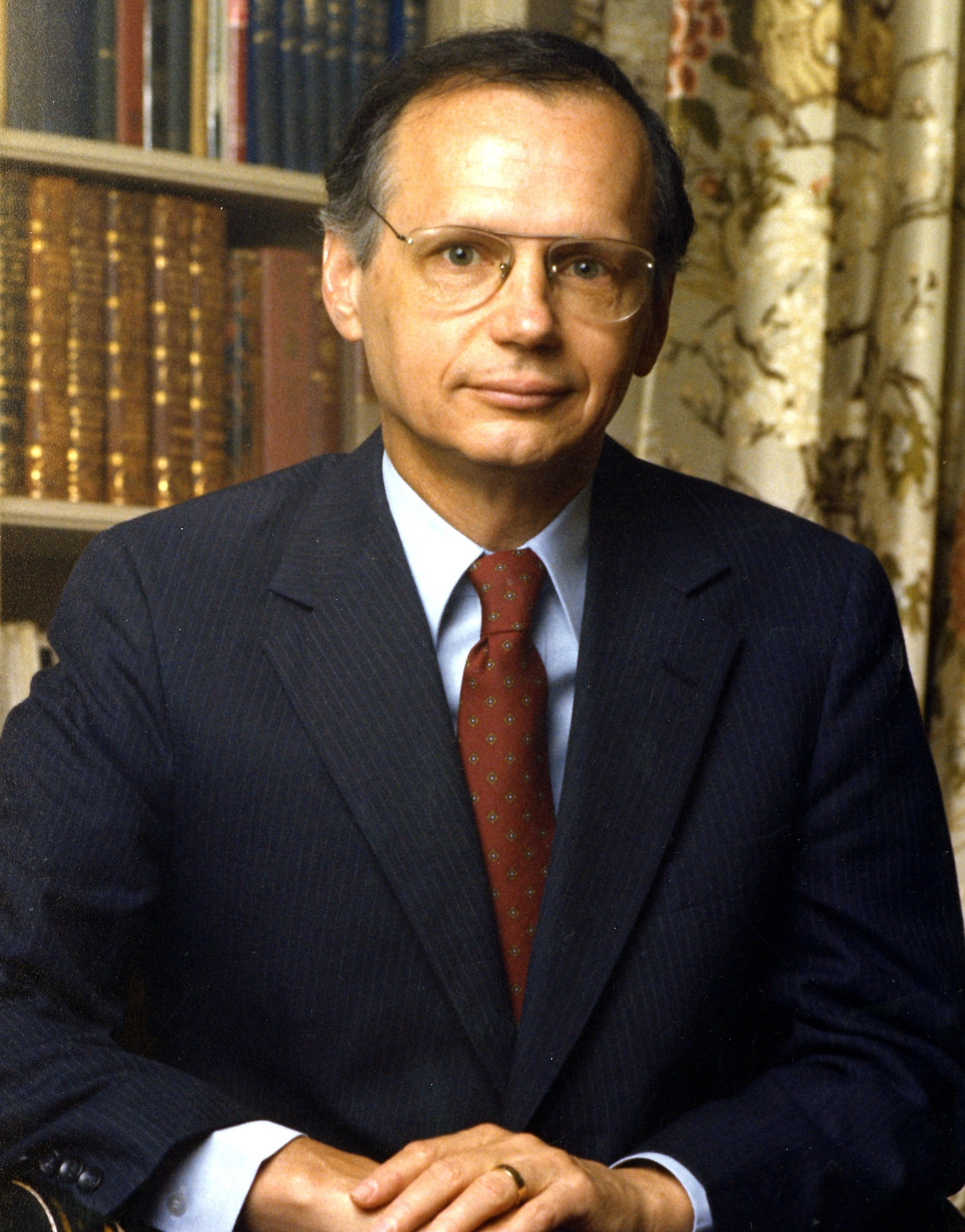
Ritratto ufficiale del Governatore Richard Riley.

Rieletto nel 1982, dopo la sua esperienza da governatore venne nominato segretario all'istruzione dal presidente eletto Bill Clinton nel 1992. Dopo la conferma del Senato, Riley entrò in carica il 21 gennaio 1993, rimanendo in carica fino alla scadenza naturale del secondo mandato di Clinton nel 2001.

### Vita privata
Riley è sposato con quattro figli.